# Vladislav (stacja kolejowa)
Vladislav – stacja kolejowa w miejscowości Vladislav, w kraju Wysoczyna, na Morawach, w Czechach. Znajduje się na wysokości 395 m n.p.m.
Na stacji nie ma możliwości zakupu biletów.

## Linie kolejowe
- 240 Brno - Jihlava